# Papp János (neveléstudós)
Papp János (Bedő, 1945. április 26. –) magyar egyetemi tanár.

## Életrajz
A Kossuth Lajos Tudományegyetemen diplomázott magyar-pedagógia szakos középiskolai tanári, majd ugyanott mentálhigiénikusi szakon. PhD fokozatát 1995-ben szerezte a neveléstudomány területén, majd 2001-ben habilitált. 1998-2001 között Széchenyi Professzori Ösztöndíjban részesült. Oktatói tevékenységét is a Kossuth Lajos Tudományegyetemen kezdte meg 1970-ben, majd az egyetem névváltoztatása után már Debreceni Egyetem Neveléstudományok Intézetében: Iskolapedagógia, A nevelés társadalmi alapjai, Nevelésszociológia, A tanári pálya szociológiája, Szociálpedagógia, Családpedagógia, valamint Devianciák és ifjúság tárgyakat oktatta. Kutatási területe a tanári pálya, illetve a szociálpedagógia területei. A Debreceni Egyetem Humántudományok Doktori Iskola oktatójaként az Országos Doktori Tanács tagjaként is elismert. 1979-ben tervezetet készített a pedagógusjelöltek pályaalkalmassági vizsgálatáról.

## Tudományos munkái
- A tanári pálya című szöveggyűjtemény (Debrecen, Kossuth Egyetemi Kiadó, 2001)
- Devianciák és ifjúság című kötet (Debrecen, Kossuth Egyetemi Kiadó, 2005) - szerkesztő
- Educatio, Új Pedagógiai Szemle című lapokban - publikációk